# Соловьёв, Иван Александрович
Иван Александрович Соловьёв (13 января 1907, дер. Климовщина, Вологодская губерния — 13 октября 1976, дер. Климовщина, Вологодская область) — советский военнослужащий, командир отделения стрелковой роты 318-го гвардейского стрелкового полка, гвардии старший сержант. Полный кавалер ордена Славы.

## Биография
Родился 13 января 1907 года в деревне Климовщина (ныне — Кичменгско-Городецкого района Вологодской области). Работал в колхозе.
В августе 1941 года был призван в Красную Армию. С декабря того же года воевал на Карельском фронте. Когда летом 1942 года на кестеньгском направлении развернулось снайперское движение, в 273-м стрелковом полку 104-й стрелковой дивизии первая винтовка с оптическим прицелом была вручена И. А. Соловьёву. В упорных поединках с вражескими снайперами был трижды ранен. Кроме работы снайпера, сержант И. А. Соловьёв успешно справлялся с обязанностями командира отделения стрелковой роты 311-го стрелкового полка.
30 июня 1944 года, отражая контратаку противника в районе населённого пункта Перозеро Пряжинского района, сразил из автомата до 10 вражеских солдат. Приказом от 17 июля 1944 года награждён орденом Славы 3-й степени.
24 июля 1944 года в районе станции Лоймола Суоярвского района, находясь во главе отделения, невзирая на сильный огонь противника, одним из первых ворвался в его расположение и в бою уничтожил не менее 10 пехотинцев. Отделение удерживало занятый рубеж до подхода главных сил полка. Приказом от 16 августа 1944 года награждён орденом Славы 2-й степени.
Осенью 1944 года к началу Петсамо-Киркенесской операции на его снайперском счету было 42 уничтоженных гитлеровца. На подступах к Петсамо путь наступающим преградил сильный пулемётный огонь из церкви, расположенной на противоположном берегу реки Петсамо-Йоки. Снайперы Соловьёва успешно справились с поставленной задачей, подавили вражеские пулемёты. Стрелковые роты преодолели реку и захватили плацдарм на противоположном берегу. За этот бой И. А. Соловьёв получил вторую медаль «За отвагу».
После освобождения Петсамской области и выхода советских войск в Северную Норвегию дивизия была отведена в город Рыбинск на переформирование. Отсюда в конце февраля 1945 года в составе 318-го гвардейского стрелкового полка 102-й гвардейской стрелковой дивизии сержант И. А. Соловьёв прибыл в Польшу.
25 февраля 1945 года гвардии старший сержант И. А. Соловьёв со своим отделением в числе первых ворвался в город Члухув и в схватке уничтожил 2 офицеров и 4 солдат.
14 марта в районе города Яново его отделение первым ворвалось на высоту и закрепилось на ней. При отражении контратак противника, заменив выбывшего из строя командира взвода, в течение дня отражал 6 контратак противника, уничтожив большое количество противников.
22 марта стрелковые подразделения пошли на штурм последнего оборонительного рубежа на подступах к Гдыне. Продвижению их особенно мешали две тщательно замаскированные и до последнего момента молчавшие огневые точки, бившие по правому флангу батальона. И. А. Соловьёв быстро выбрал огневую позицию на небольшой высотке и открыл огонь по амбразурам дзотов из снайперской винтовки. После его выстрелов вражеские пулемёты замолкли, но потом вдруг снова открыли огонь. На высотку, где находился советский снайпер, обрушился огонь артиллерии и миномётов. Он получил тяжёлое ранение в голову. Очнулся только в госпитале, здесь встретил день Победы.
После продолжительного лечения в конце 1945 года был демобилизован. Вернулся на родину, не зная, что за подвиги в последних боях под Гдыней был представлен к награждению орденом Славы.
Указом Президиума Верховного Совета СССР от 29 июня 1945 года за мужество, отвагу и героизм награждён орденом Славы 1-й степени, который был вручён ему в 1967 году. Стал полным кавалером ордена Славы.
Жил в деревне Климовщина Вологодской области. В 1952 году вступил в КПСС. Трудился в колхозе «Родина». Скончался 13 октября 1976 года.
Награждён орденами Славы 3-х степеней, медалями, включая две «За отвагу».

## Память
Бюсты И. А. Соловьёва установлены в сквере Победы в Кичменгском Городке и у Шестаковской школы (с. Кильченга). Фотография И. А. Соловьёва и материалы о его подвигах экспонируются в районном музее.